# Tomás de Zumalacárregui
 (février 2024).
 (décembre 2022).
Si vous disposez d'ouvrages ou d'articles de référence ou si vous connaissez des sites web de qualité traitant du thème abordé ici, merci de compléter l'article en donnant les références utiles à sa vérifiabilité et en les liant à la section « Notes et références ».
 (décembre 2022).
Tomás de Zumalacárregui y de Imaz (en basque Tomas Zumalakarregi Imatz), né le à 29 décembre 1788 à Ormaiztegi et mort le 24 juin 1835 à Zegama, est un général basque espagnol, personnalité fondamentale des débuts du carlisme.

## Origine
Sa famille était noble et pourvue d'une certaine aisance. Deux de ses frères avaient embrassé l'état ecclésiastique, et l'aîné de tous avait suivi la carrière du barreau. Thomas s'attacha de bonne heure à la profession des armes ; il prit part, en 1808, à la défense de Saragosse et servit avec zèle dans la guerre de l'indépendance espagnole, sous les ordres de Jáuregui, surnommé le Pasteur. Il devint ensuite aide de camp particulier de Juan-Carlos Areizaga, capitaine général des provinces basques, puis commandant d'une compagnie d'infanterie dans l'armée permanente.

## Carrière
Zumalacárregui épousa, en 1820, dona Pancracia de Ollo ; il en eut plusieurs enfants, dont trois filles lui ont survécu. Ce militaire, qui, dans tous ses grades, s'était fait remarquer par son attachement à ses devoirs, par son esprit réfléchi et la probité de son caractère, embrassa avec ardeur, en 1821, la cause de Ferdinand contre le libéralisme des Cortès et seconda activement, sous la direction de Quesada et du baron d'Eroles, le soulèvement des provinces basques en faveur du rétablissement de l'autorité royale. À la réorganisation de l'armée, en 1824, le bataillon qu'il commandait fut refondu dans un régiment ; mais Zumalacárregui fut replacé, l'année suivante, avec le grade de lieutenant-colonel, à la tête du 3e d'infanterie légère, d'où il passa bientôt dans la même qualité au 14e de ligne.
Zumalacárregui tenait garnison à Pampelune, lorsqu'il apprit, au mois de septembre la mort de Ferdinand et l'insurrection d'une partie de la Vieille-Castille, des provinces d'Alava, de Biscaye et du Guipuscoa en faveur de l'infant Don Carlos, frère du roi, dont la régente Marie-Christine avait essayé vainement d'arracher un acte de reconnaissance du droit au trône de sa fille Isabelle. La défaite récente de Santos Ladrón de Cegama, qui s'était armé pour cette cause, n'empêcha point l'intrépide colonel d'aller offrir ses services à Iturralde, qui commandait en Navarre les partisans royalistes, et ce chef l'envoya en Biscaye pour y réclamer des armes et des munitions.
Au retour de cette mission, demeurée infructueuse, plusieurs officiers, qui connaissaient le mérite personnel de Zumalacarregui, pressèrent instamment Iturralde de lui déléguer, malgré l'infériorité de son grade, le commandement des forces carlistes de la Navarre. Iturralde soumit leur proposition à une junte composée de tous les chefs de corps, qui l'accueillirent par une acclamation unanime. Cependant Iturralde ne céda qu'après un pronunciamiento public du commandant Sarasa, son premier lieutenant. La promotion de Zumalacárregui fut le signal d'une véritable révolution dans la fortune jusque-là si précaire de Don Carlos.
Ses premiers actes révélèrent un chef intrépide, actif, également pénétré de l'importance et de l'intelligence du commandement qui lui était confié. Il rassembla immédiatement sa petite armée, et, dans une allocution à la fois grave et affectueuse, il lui rappela la légitimité des droits de Charles V d'Espagne, mais sans lui dissimuler les périls et les privations qu'elle aurait à affronter pour les faire prévaloir. Aidé du colonel Eraso, qui avait commandé jusqu'à ce jour les bandes navarraises, il organisa la junte chargée de régulariser l'ensemble du mouvement insurrectionnel et l'administration intérieure de la province, et distribua le peu d'hommes dont il disposait dans le sens d'une guerre défensive, la seule que la disproportion numérique de ses forces lui permît d'entreprendre. Elles n'excédaient pas alors... hommes, dont 500 point ou mal armés.
Ce chétif contingent était à peine réuni quand la députation de Biscaye manda en toute hâte Zumalacárregui au secours de Bilbao, menacé par le général Christine Saarsfield. Bilbao était la seule place importante qui fût restée au pouvoir du frère de Ferdinand. Le chef carliste obéit à regret, pressentant l'insuffisance de son concours. Il n'arriva, en effet, que pour assister à une déroute si complète que la cause de Don Carlos parut à ce moment perdue sans retour ; plusieurs officiers, découragés, émigrèrent sur le territoire français. Zumalacárregui ne céda point à l'abattement général.
Il se hâta de rassembler ses soldats dispersés, et, secondé par Bruno Villaréal, son digne auxiliaire, il parvint, presque sans ressources, par le seul ascendant de son énergie et de sa ténacité, à constituer en peu de jours l'armée carliste basco-navarraise. Cependant les christinos se montraient impatients de profiter de leur dernière victoire. Le général Espelata qui commandait l'Aragon comme capitaine général, ordonna au colonel Oraa, ancien et habile lieutenant de Mina, de se réunir à Saarsfield pour consommer l'extermination des bandes royalistes.
Le 29 décembre 1833, Zumalacarregui, ayant réussi à attirer deux chefs ennemis, Lorenzo et Oraa, dans la vallée de Berrueza, leur présenta la bataille entre Nazar et Asarta, avec 2 500 hommes environ, mal armés, mais généralement bien commandés. Ce faible corps ne put tenir longtemps contre les nombreux bataillons des deux chefs christinos ; mais cette action montra pour la première fois la possibilité de résister aux troupes de la reine, et de nombreux volontaires vinrent s'enrôler sous les drapeaux de Zarnalacarregui, qui avait rallié en bon ordre les vaillants débris de sa petite armée au village de Santa Cruz de Campezo. La bonne position topographique de la vallée de l'Amezcoa, entourée de montagnes, à trois lieues d'Estella et à six lieues de Vitoria, l'indiqua au chef carliste comme le boulevard naturel de ses opérations et comme une espèce de place forte où il pourrait se retirer en cas de revers. Il conquit à sa cause, par de bons procédés, les habitants de l'Ayezcoa, qui s'étaient d'abord donnés aux christinos, et en tira des armes et des munitions, concentra la plupart de ses forces dans le bourg de Lumbier, sur la frontière d'Aragon, et marcha sur Domeno. Mais la survenance de Valdès, que le gouvernement détacha de Pampelune avec une forte colonne, l'obligea à se replier.
Cependant ce ne fut pas sans quelques engagements heureux, et cette résistance parut assez. opiniâtre pour inspirer au général christino Quesada le désir d'entrer en négociation avec Zumalacarregui, par l'entremise d'Antonio, frère de celui-ci, que la reine avait pourvu de la présidence du tribunal de Burgos. Cette tentative n'aboutit point, et à la suite d'une lettre où le chef carliste chargea d'avance la renommée de Quesada de tout le sang qui allait couler, la guerre se ralluma avec fureur de part et d'autre. Zumalacárregui réussit à déloger Lorenzo de la position qu'il occupait entre Estella et Muro. Mais l'infériorité numérique de ses forces l'empêcha de tirer parti de cet avantage, et il dut attendre d'indispensables secours. Enfin, le 11 avril l'intrépide Thomas reçut la première récompense authentique de ses services par une lettre où le prétendant le remerciait, ainsi que ses auxiliaires de leurs héroïques efforts « en faveur de la religion et de la légitimité de ses droits » et le revêtait de tous les pouvoirs utiles à son entreprise. Cette lettre, que Zumalacárregui compara à un renfort de 20 000 hommes, excita dans le camp carliste un enthousiasme dont il se hâta de profiter pour prendre l'offensive.
Il attaqua Quesada aux environs de Segura, lui fit éprouver des pertes sensibles et l'obligea de se retirer à Villafranca de Guipuzcoa. Ce conflit fut malheureusement souillé de part et d'autre par de sanglantes exécutions de prisonniers, mesure dont l'initiative appartint à Quesada, mais dont l'imitation ne fut point adoucie, chez le général carliste, par la précaution que son ennemi avait prise de s'assurer, dans les familles établies à Pampelune, des otages qui répondissent du sort des christinos tombés en son pouvoir.
Dans les premiers jours de juillet, le ministère espagnol donna pour successeur à Quesada, avec de puissants renforts, le général Rodil, rendu disponible par la conclusion de la guerre avec le Portugal. Zumalacárregui ne dissimula point à sa petite troupe l'importance de cette détermination, qui lui imposait de nouveaux sacrifices et la conviait à de nouveaux efforts. Ses exhortations furent bientôt secondées par un événement qu'appelaient depuis longtemps avec ardeur tous les partisans de l'opinion monarchique : c'était la présence du prince même dont la cause inspirait un dévouement si héroïque. Don Carlos, qui avait prévenu Zumalacárregui de sa prochaine arrivée, ne put maîtriser son émotion lorsque, le 13 juillet, il passa la revue de cette poignée de braves qui, depuis plusieurs mois, tenait en échec, par son courage et sa constance, un gouvernement fort, riche, régulièrement constitué, commandant à treize millions d'habitants, et que soutenaient les deux États les plus puissants de l'Europe, la France et l'Angleterre.
Zumalacárregui inaugura la bienvenue de son maître, le 19 août, par la surprise d'une colonne Christine postée[Quoi ?], sous les ordres du général Carandolet, entre Galdiano et Estella. Mais il ne put la poursuivre, à raison des masses ennemies dont il était entouré et se concentra à Viana, d'où il attendit un moment plus opportun pour agir. Il essaya bientôt de surprendre nuitamment le fort d'Echarri-Aranaz, comptant sur les intelligences qu'il s'était ménagées dans l'intérieur de la place. Mais cette tentative échoua par le défaut de résolution des soldats d'avant-garde, et Zumalacárregui, pénétré de la nécessité d'un rigoureux exemple, ordonna avec douleur l'exécution de deux de ces militaires désignés par le sort. Cependant les troupes carlistes, grossies par l'accession de nombreux volontaires, commençaient à s'élever sur un pied relativement respectable ; mais leurs armes, grossièrement fabriquées dans des cavités rocheuses, et leurs munitions, enlevées pour la plupart aux christinos dans quelques surprises heureuses, étaient loin de suffire à leurs besoins. Cette petite armée ne subsistait que du produit de quelques douanes établies sur la frontière et de faibles et précaires contributions prélevées sur le clergé inférieur des provinces basques. Ce fut avec ces misérables ressources que l'industrieux héroïsme de Zumalacárregui parvint à former et à entretenir deux armées parfaitement disciplinées et à concentrer dans un territoire si limité un noyau de résistance que toutes les forces combinées du gouvernement espagnol ne parvinrent jamais à dissiper ni même à entourer sérieusement.
La plupart des succès qu'il remporta sur des troupes également valeureuses et fort supérieures en nombre offrent peu d'intérêt sans doute et ne méritent pas d'être recueillis par l'histoire. Il convient toutefois de mentionner le combat d'Olegria (27 octobre 1834), où, avec le secours d'Iturralde, il détruisit la division entière du général O'Doyle, qu'il fit prisonnier avec tout son état-major, et le lendemain, l'avantage non moins signalé qu'il obtint sur la division Osmo, accourue pour protéger les débris de la colonne vaincue. Zumalacárregui se fit remarquer par son humanité dans ces deux journées, où sa fermeté sauva, dit-on, la vie à 2 000 prisonniers mais il ne fut pas libre d'épargner O'Doyle lui-même. En ménageant ce chef Christine, Zumalacárregui eût craint de mécontenter ses troupes et d'affaiblir cet esprit de ressentiment dont la satisfaction incessante est l'aliment le plus actif et, il faut le dire, la condition la plus douloureuse des guerres civiles.
À la suite de ces deux affaires, le général dispersa dans diverses directions les onze bataillons dont il disposait et se rendit à Oñati, auprès du prince prétendant, qui attacha sur sa poitrine la grande croix de Saint-Ferdinand et traita avec beaucoup de distinction les officiers qui l'avaient accompagné. Le gouvernement de la reine donna pour successeur à Rodil Francisco Espoz y Mina, si célèbre dans la guerre de l'indépendance espagnole de 1808, mais aujourd'hui usé, maladif et n'ayant conservé de ses anciennes habitudes de guérillero qu'une excessive cruauté. Mina choisit pour lieutenant Cordova, jeune officier entreprenant, actif et avisé.
La première rencontre des deux adversaires eut lieu le 12 décembre 1834, entre les villages d'Asarta et de Mendaza, dans un terrain étroit, entouré de montagnes, et qu'occupèrent douze bataillons carlistes, nombre fort inférieur aux forces ennemies. L'engagement dura cinq heures, sans résultats décisifs ; mais les carlistes s'y affaiblirent de la perte relativement considérable de hommes, et Zumalacarregui. qui y déploya sa témérité habituelle, faillit être fait prisonnier. Animé par ce succès, Cordova attaqua, le 15 décembre, les carlistes au pont d'Arquijas. Il fut repoussé avec vigueur, et Zumalacárregui se cantonna pendant le reste de l'hiver dans la bonne position d'Orbiso, d'où les christinos n'essayèrent pas de le déloger. Cependant, pour ne pas tenir les troupes dans une inaction fâcheuse, le général carliste fit une pointe dans le Guipuscoa, avec l'espoir d'y surprendre Jaureguy, son ancien chef. Espartero et Carratala marchèrent au secours de ce dernier, et une action s'engagea sur la rivière de Segura, près du village d'Ormaiztegi. Les christinos perdirent beaucoup de monde, mais gardèrent le champ de bataille. Ils ne poursuivirent pas cet avantage et décampèrent au nombre de 8 000 hommes, en vue des cinq bataillons de Zumalacarregui.
Cordova quitta son commandement et ne reparut sur le théâtre de la guerre qu'après le remplacement de Mina. Peu de jours après, Zumalacárregui attaqua la garnison de Los Arcos, sans pouvoir la réduire ; mais il pénétra dans le fort à la faveur de la nuit et se rendit également maître du fort d'Echarri-Arancez (9 mars), au bout de trois jours de siège. Après un succès très marqué remporté sur Mina en personne, dans le Baztan, au lieu-dit Sept-Fontaines, Zumalacárregui traita généreusement les assiégés, quoiqu'ils se fussent rendus sans condition. On cita comme une particularité curieuse que le fort d'Echarri avait été réduit par l'emploi d'une seule pièce de canon, qu'il fallut raccourcir et réparer afin qu'elle pût servir jusqu'au bout.
Ces revers accumulés des christinos commencèrent à préoccuper sérieusement le gouvernement de la reine, et Valdés, ministre de la guerre, vint en personne amener de nouveaux renforts. Le 20 avril, ce général sortit de Vitoria et se dirigea vers Contrasta. Zumalacárregui marcha sans hésitation à sa rencontre, le repoussa et lui fit éprouver d'assez grandes pertes. Valdès parut renoncer pour le moment à dompter l'insurrection navarraise et se retira derrière l'Èbre. Ce fut sur ces entrefaites que lord Elliot se présenta au camp carliste, chargé par son gouvernement d'observer les progrès et les caractères de cette guerre civile. Soit politique habile, soit motif d'humanité, Zumalacárregui salua la présence de l'envoyé britannique en accordant la vie et même la liberté à tous les prisonniers faits dans le dernier combat. Cependant l'armée Christine s'était retirée tout entière dans les forts. Zumalacárregui s'empara successivement de Treviño et d'Estella, place de la Navarre la plus importante après Pampelune.
Quelques jours après, il surprit à Descorga, dans la nuit, le camp des christinos et leur fit un grand nombre de prisonniers. Enfin il assiégea et prit la ville de Villafranca, et celte occupation importante, qui lui procura beaucoup de vivres et de munitions, détermina l'ennemi à évacuer successivement Tolosa, Eibar, Orchandioria et Bergara. Ces exploits, si dignes d'admiration quand on réfléchit à la modicité des ressources dont il disposait, devaient être les derniers du héros carliste. Son plan était de diriger sa petite armée sur Vitoria; Don Carlos penchait pour une attaque contre Bilbao. Zumalacárregui céda avec le pressentiment trop fondé que cette détermination lui serait fatale.
Il se mit en route à la tête de quatorze bataillons, avec une artillerie de sept canons de divers calibres, d'un obusier et d'un mortier. Bilbao, abondamment pourvu de pièces et de munitions, renfermait une garnison de 4 000 hommes, sans compter la milice nationale. La place fut investie, opération à peu près illusoire, à raison de la protection exercée par les navires français et anglais qui stationnaient dans ses eaux, et fut canonnée sans effet, par suite de l'énorme disproportion des moyens d'attaque et de défense, Zumalacárregui, par un sentiment d'humanité, refusa de faire bombarder la ville et, concentra exclusivement sur les forts l'action de sa petite artillerie.
Mais quelques jours suffirent pour faire éclater l'impuissance de ce siège, si inconsidérément entrepris, et le général n'hésita pas à en conseiller l'abandon. Il informa à regret Don Carlos de cette résolution.

## La mort du soldat

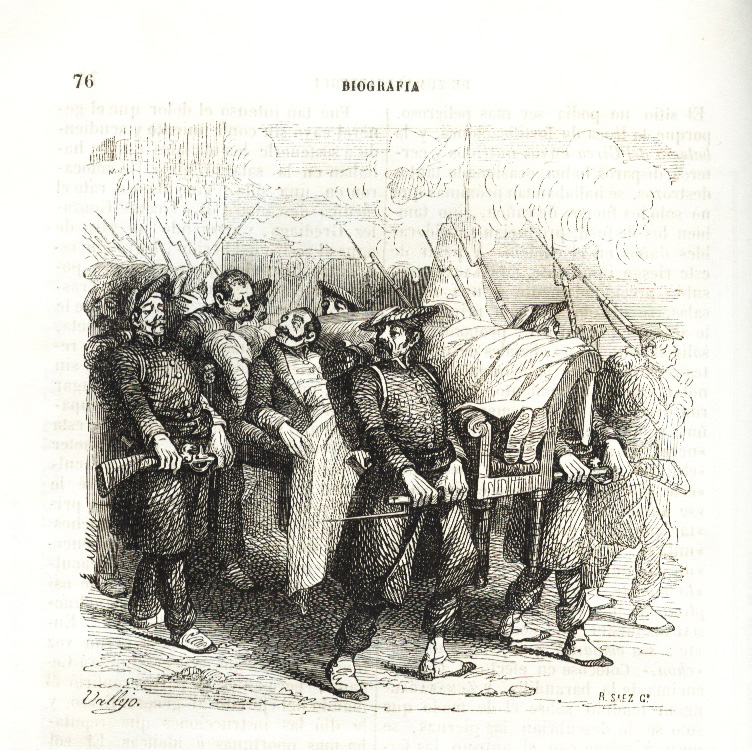

En attendant sa réponse, le 15 juin, de grand matin, Zumalacarregui observait, du haut d'un balcon découvert, les derniers travaux du siège, lorsqu'il fut atteint d'une balle à la jambe droite, un peu au-dessous du genou. Il voulut être transporté immédiatement à Zegama, par la route de Durango, et y reçut, le 17, la visite de "son roi", qui lui reprocha en termes affectueux de s'être si malheureusement exposé. La blessure parut d'abord peu grave aux chirurgiens inexpérimentés qui l'entouraient mais l'extraction de la balle fut très douloureuse, et cette souffrance, exaspérée par la vive contrariété à laquelle il était en proie, aggrava rapidement le danger.
Zumalacarregui comprit sa situation et ne songea plus qu'à mourir en chrétien. II expira à 46 ans, le 21 juin, à dix heures du matin.
Thomas Zumalacarregui était d'une taille moyenne, sa physionomie grave, son coup d'œil clair et pénétrant décelaient en lui l'instinct et l'intuition du commandement ; naturellement hautain et supportant mal la contradiction, mais prompt à se calmer, généreux, équitable et d'un désintéressement antique, l'ardeur des discordes civiles n'avait point attiédi ses sentiments d'humanité, ni son zèle austère pour le maintien de la discipline. Nul assurément, par l'assemblage de ses hautes qualités, n'était plus propre à préparer le triomphe de son parti, dans un siècle où les meilleures causes ne sauraient se passer d'habiles défenseurs, et où les entreprises les moins irréprochables reçoivent du succès tout le prestige et toute la valeur d'une éclatante absolution.

## Source
« Tomás de Zumalacárregui », dans Louis-Gabriel Michaud, Biographie universelle ancienne et moderne : histoire par ordre alphabétique de la vie publique et privée de tous les hommes avec la collaboration de plus de 300 savants et littérateurs français ou étrangers, 2e édition, 1843-1865 [détail de l’édition]